# Criopreservação

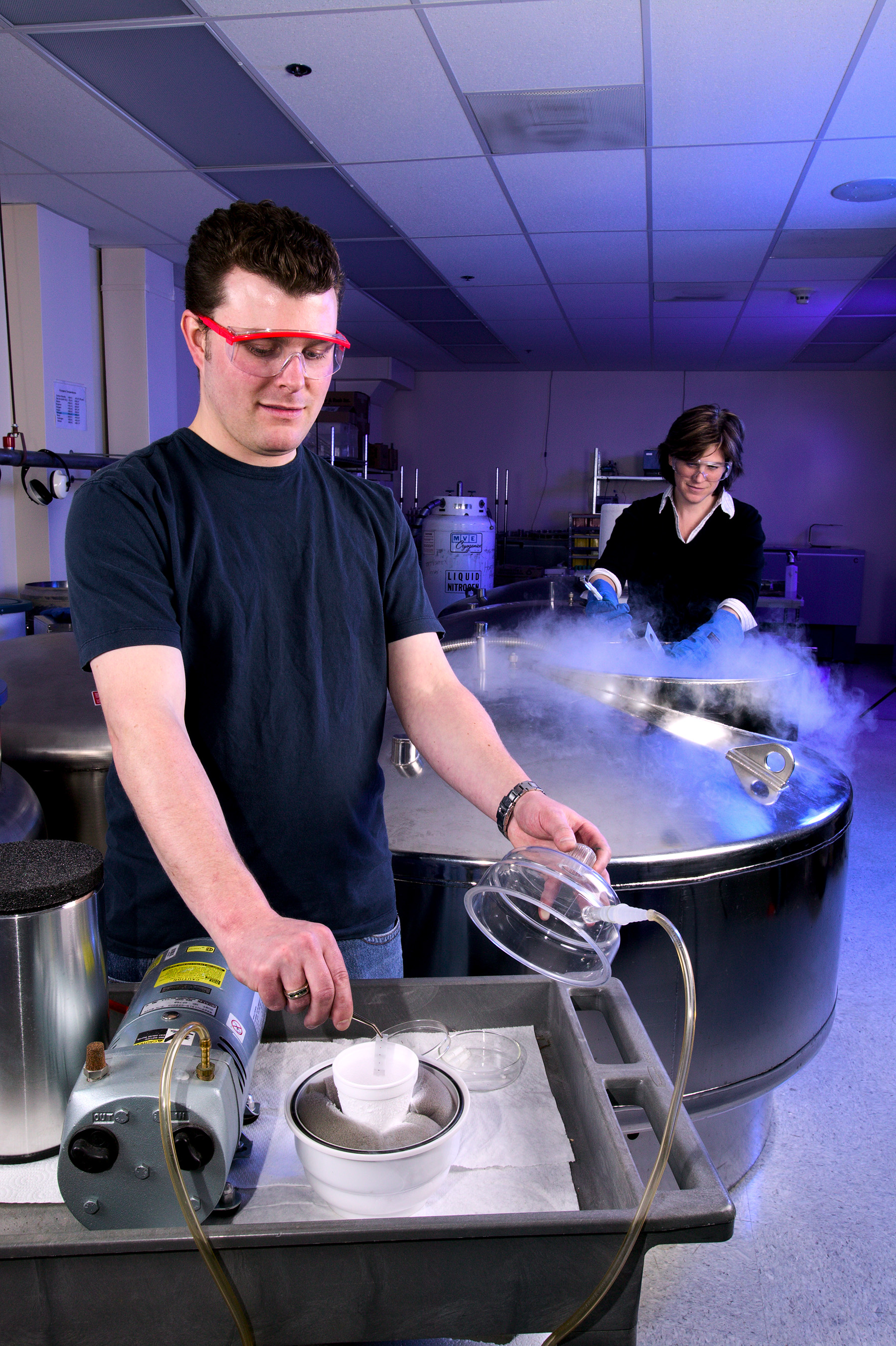
Criopreservação de rebentos de plantas

Criopreservação ou crioconservação é um processo onde células ou tecidos biológicos são preservados através do congelamento a temperaturas negativas, geralmente entre -156 e −196 °C (o ponto de ebulição do nitrogênio líquido ou em fase de vapor).

## Criopreservação de células estaminais
A criopreservação de células estaminais é a técnica de isolar e manter as células estaminais a baixas temperaturas para que toda a sua composição permaneça inalterada e a sua viabilidade mantida por tempo indefinido. O processo de criopreservação requer que as amostras, que contém células estaminais, sejam sujeitas a um arrefecimento moderado e controlado para salvaguardar a viabilidade das células. Após a chegada à temperatura de 196º negativos as células estaminais poderão ser mantidas neste estado por tempo indefinido.

### Processo de criopreservação de sangue
No momento em que as amostras de sangue, que contém células estaminais hematopoiéticas, chegam ao laboratório inicia-se o processo de separação das células estaminais e é também realizada a contagem celular que determina o número de leucócitos, o número de células mononucleadas e o número de células hematopoiéticas (CD34+), assim como também a análise da viabilidade dessas células. Esta fase engloba, ainda, os testes que indicarão se a amostra está ou não contaminada por bactérias, vírus ou fungos. 
Após a separação celular, em que são separadas as células estaminais das várias células que constituem o nosso sangue, procede-se à fase da Criopreservação – cada amostra é devidamente identificada, procedendo-se, de seguida, à descida gradual de temperatura. De seguida a amostra é colocada num contentor de Azoto líquido ou em fase de vapor, podendo ficar criopreservada por tempo indeterminado. O controlo de descida de temperatura diminui a possibilidade de perda de viabilidade celular da amostra evitando a formação de cristais de gelo no seu interior.